# Noruega nos Jogos Olímpicos de Inverno de 1976
A Noruega competiu nos Jogos Olímpicos de Inverno de 1976, realizados em Innsbruck, Áustria.